# Melicope robbinsii
Melicope robbinsii är en vinruteväxtart som beskrevs av Thomas Gordon Hartley. Melicope robbinsii ingår i släktet Melicope och familjen vinruteväxter. Inga underarter finns listade i Catalogue of Life.